# Elijah Dijkstra
Elijah Dijkstra (Assendelft, 5 augustus 2006) is een Nederlands voetballer die doorgaans speelt als rechtsback. In april 2023 debuteerde hij voor Jong AZ en in februari 2025 voor AZ.

## Clubcarrière
Dijkstra begon met voetballen bij Fortuna Wormerveer en werd vervolgens in 2019 opgenomen in de jeugdopleiding van AZ. Hier mocht hij zich in het seizoen 2022/23 voor het eerst melden bij Jong AZ, uitkomend in de Eerste divisie. Zijn debuut maakte hij op 21 april 2023, toen door een treffer van Anouar El Azzouzi met 1–0 verloren werd van FC Dordrecht. Dijkstra mocht van coach Maarten Martens in de drieënzestigste minuut invallen voor Maxim Dekker. De seizoenen 2022/23 en 2023/24 leverden allebei één competitiewedstrijd in Jong AZ op voor Dijkstra. Op zijn achttiende verjaardag zette de rechtsback zijn handtekening onder een contract voor vijf seizoenen.
Vanaf de zomer van 2024 was hij grotendeels basisspeler voor de Alkmaarse beloften. Op 23 september van dat jaar kwam hij voor het eerst tot scoren, thuis tegen De Graafschap. Hij zette zijn team op aangeven van Dave Kwakman op voorsprong, maar zag Mimoun Mahi later de beslissende 2–2 maken. Hij behield zijn basisplaats bij Jong AZ en op 27 februari 2025 debuteerde Dijkstra in het eerste elftal. Tijdens de halve finale van de KNVB Beker tegen Heracles Almelo mocht hij van Martens, inmiddels hoofdtrainer, in de verlenging invallen voor Seiya Maikuma bij een stand van 2–2. Daar bleef het bij en AZ nam de strafschoppen beter, waardoor de bekerfinale bereikt werd. Na een invalbeurt tegen Ajax (2–2) mocht de rechtsback tegen RKC Waalwijk voor het eerst in de basis beginnen. Ook zijn derde wedstrijd in het eerste elftal eindigde in 2–2.

## Clubstatistieken

### Beloften
| Seizoen | Club    | Competitie     | Competitie | Competitie |
| Seizoen | Club    | Competitie     | Wed.       | Dlp.       |
| ------- | ------- | -------------- | ---------- | ---------- |
| 2022/23 | Jong AZ | Eerste divisie | 1          | 0          |
| 2023/24 | Jong AZ | Eerste divisie | 1          | 0          |
| 2024/25 | Jong AZ | Eerste divisie | 26         | 3          |
| Totaal  | Totaal  | Totaal         | 28         | 3          |

### Senioren
| Seizoen | Club   | Competitie | Competitie | Competitie | Beker | Beker | Internationaal | Internationaal | Totaal | Totaal |
| Seizoen | Club   | Competitie | Wed.       | Dlp.       | Wed.  | Dlp.  | Wed.           | Dlp.           | Wed.   | Dlp.   |
| ------- | ------ | ---------- | ---------- | ---------- | ----- | ----- | -------------- | -------------- | ------ | ------ |
| 2024/25 | AZ     | Eredivisie | 2          | 0          | 1     | 0     | 0              | 0              | 3      | 0      |
| Totaal  | Totaal | Totaal     | 2          | 0          | 1     | 0     | 0              | 0              | 3      | 0      |

Bijgewerkt op 30 april 2025.

## Erelijst
| EK –19 | 1 | 2025 |